# Burg Grubenhagen (Einbeck)

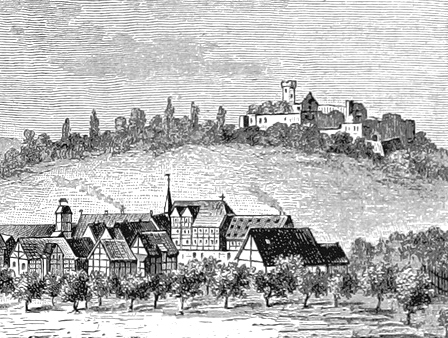
Die Burg Grubenhagen auf einem Merian-Stich um 1654 mit Rotenkirchen im Vordergrund

Die Burg Grubenhagen ist die Ruine einer mittelalterlichen Burg aus dem 13. Jahrhundert unweit von Einbeck im südlichen Niedersachsen.

## Standort
Die Ruine der Höhenburg befindet sich im Landkreis Northeim auf einer 298 m hohen Bergkuppe im südsüdwestlich von Einbeck bzw. östlich des Sollings gelegenen Höhenzug Ahlsburg, der sich zwischen dem Becken der Ilme und dem Tal der Leine erhebt. Von Rotenkirchen (südlicher Ortsteil von Einbeck) kommend, das sich am Nordrand des Höhenzugs unweit nordöstlich unterhalb der Burgruine befindet, kann man die Burg über einen schmalen Waldweg erreichen.

## Baubeschreibung
Von der im 13. Jahrhundert entstandenen Burg Grubenhagen ist heute nur der runde, 17,5 Meter hohe Bergfried erhalten. Er hat einen Durchmesser von etwa 6,5 Meter und reicht fast 4 Meter tief in den Boden bis auf den anstehenden Kalkfels. Im Inneren war der Turm durch sieben Balkendecken unterteilt. Während der ursprüngliche Eingang in fast 6 Meter Höhe lag, wurde er im 18./19. Jahrhundert ins Erdgeschoss verlegt.
Nach Südosten schließt sich an den Turm ein Anbau aus dem 19./20. Jahrhundert an. Das Burgplateau der Hauptburg mit verhältnismäßig kleiner Fläche ist oval und leicht nierenförmig. Es ist ca. 63 m lang und 32 m breit. Darunter befindet sich die Vorburg. Umgeben ist die Anlage an drei Seiten mit einem doppelten Graben. An der vierten Seite fällt das Gelände steil ab, was einen Graben erübrigte. Im Nordosten und Südwesten sind noch Reste der Futtermauern erhalten. Ein Merian-Stich um 1650 zeigt die Burg noch mit einem runden Bergfried und einem davorstehenden dachlosen Gebäude mit Giebel. Auf den Vorwällen des Hauptgraben befand sich wohl eine Zwingmauer mit Wehrgang nach Nordwesten. Gegen Norden bzw. Nordwesten sind auf dem Stich noch Reste eine Wehrganges mit Schießscharten erkennbar.

## Geschichte
Als Bauherren der Burg Grubenhagen kommen die Grafen von Dassel oder die Welfen in Betracht. Wann die Burg erbaut wurde, steht nicht fest, wahrscheinlich wurde sie zur Zeit Heinrich des Löwen (1129 bis 1195) erbaut. Die Burg wurde erstmals 1263 urkundlich erwähnt. Zu dieser Zeit war das Ministerialengeschlecht der Herren Grubo von Grubenhagen als Burgmannen auf der Burg. Ende des 13. Jahrhunderts kam die Burg wieder an die Herzöge von Braunschweig-Lüneburg.
Die Burg wurde namensgebend für das 1291 durch Heinrich den Wunderlichen neu gegründete welfische Fürstentum Grubenhagen. Sie war aber nie wirklich Residenz des Fürstentums. Sie erscheint als „Haus“ der Herzöge erst im frühen 15. Jahrhundert. Die Herzöge residierten meist auf der nicht weit entfernten Heldenburg und später in Herzberg am Harz. Der Name des Fürstentums Grubenhagen entstand erst um 1617, der vorherige Name ist unbekannt.

### Belagerung 1448
Heinrich III. von Braunschweig-Grubenhagen musste sich 1448 auf der Burg verschanzen, nachdem er einen Raubzug in der Gegend von Hofgeismar durchgeführt hatte und auf dem Rückweg Geiseln zur Erpressung von Lösegeld genommen hatte.
Gegen Heinrich bildete der hessische Landgraf Ludwig von Hessen eine Koalition aus Städten und Fürsten, die Unterstützung durch den Erzbischof von Mainz erhielt. Vertreten waren die Städte Braunschweig, Dransfeld, Duderstadt, Fritzlar, Gandersheim, Göttingen, Hannover, Hardegsen, Heiligenstadt, Hofgeismar, Höxter, Moringen, Münden, Northeim und Seesen. Unter den Fürsten waren auch braunschweigische Herzöge und damit Verwandte von Heinrich III., wie Heinrich der Friedfertige und Wilhelm der Ältere.
Ein Belagerungsheer, das 16.000 Mann, 2000 Reiter sowie 1500 Wagen umfasst haben soll, zog vor die Burg. Allein aus Göttingen kamen 1000 Mann und zwei Geschütze – die Makefrede und die Scherpe Grete, wobei das letztere während der Schlacht zersprang. Obwohl innerhalb von 4 Wochen mehrere Versuche unternommen wurden, die Burg zu erstürmen, scheiterten die Bemühungen an der Uneinigkeit der Belagerer. Sie waren sich nicht einig, was nach der Einnahme der Anlage mit ihr geschehen sollte. Die Städte wollten die Burg schleifen, um ihr die Funktion als Raubnest zu nehmen. Der hessische Landgraf wollte sie als nördlichen Stützpunkt nutzen. Die enttäuschten Angreifer verwüsteten stattdessen dann die in der Nachbarschaft gelegenen Dörfer Altendorf, Reinsen, Bensen und Rotenkirchen. Letzteres wurde als Versorgungshof sowie als Wohn- und Verwaltungssitz der Herzöge 1520 wieder aufgebaut.

### Folgezeit
Die Burg Grubenhagen wurde in der Folgezeit kaum noch bewohnt. Die Grubenhagener Linie des Welfenhauses starb 1596 aus und fiel an die anderen welfischen Linien, die die Burg 200 Jahre lang nicht nutzten. Auf diese Weise suchten und fanden in der Folgezeit häufig durchziehende Kriegshorden Verstecke in der Burg. 1625 suchten Reiter Tillys in der Burg nach Schätzen, da sie aber nichts fanden, fingen sie an, sie zu verwüsten. Zusammen mit dem Ort Rotenkirchen nahm Herzog Heinrich Julius Grubenhagen 1596 in Besitz, worüber sich ein Streit mit dem Hause Lüneburg einstellte, der so beigelegt wurde, dass der Sohn von Heinrich Julius, Herzog Friedrich Ulrich, die Burg 1617 abtrat. Bis in das Jahr 1665 verblieb Grubenhagen im Besitz der Herzöge zu Celle. Später wurde es dem Herzog Johann Friedrich sowie dem Fürstentum Calenberg-Göttingen zuteil. Als dieser 1679 ohne männliche Erben starb, ging es auf den Herzog und nachmaligen Kurfürsten Ernst August über. 1815/16 nahm Herzog Adolf Friedrich vom Cambridge Besitz von der Domäne Rotenkirchen. Als Vizekönig von Hannover ließ er durch den bekannten Baumeister Laves in Rotenkirchen den Fachwerkbau des Herrenhauses zu einem eleganten Jagdschloss umbauen. An die Burg ließ er an den noch vorhandenen Burgturm einen Pferdestall anbauen. Von 1861 bis 1866 war Rotenkirchen Sommerresidenz der Könige von Hannover.

## Heutiger Zustand

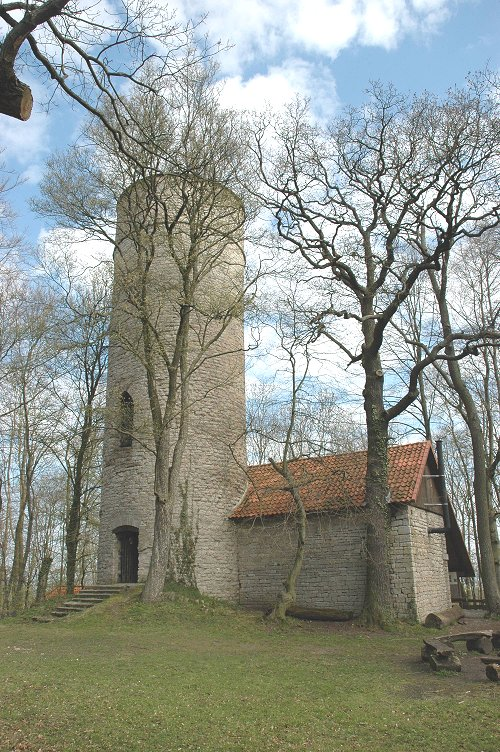
Bergfried und renovierter Pferdestall

Die Burg Grubenhagen blieb nach dem Zweiten Weltkrieg zunächst sich selbst überlassen und verfiel weiter. Es wurde sogar die Tür zum Turm zugemauert, so dass ein Besteigen nicht mehr möglich war.
Seit 1977 kümmert sich der aus einer Bürgerinitiative hervorgegangene Burgverein Grubenhagen um die Burganlage. Mit Spenden und Fördergeldern wurde der Bergfried wieder hergerichtet. Der ehemalige Pferdestall kann heute für Veranstaltungen genutzt werden. Die Gesamtanlage ist heutzutage wieder ein beliebtes Ausflugsziel. Der Turm kann wieder als Aussichtsturm bestiegen werden; den Schlüssel muss man aber vorher im Dorf beim Burgturmwart abholen.

### Ausgrabung
Im weiteren Umfeld der Burg finden sich in 900 Meter Entfernung zwei kleinere Schanzen. Eine Schanze wurde 1950 mit einem Grabungsschnitt archäologisch untersucht. Ihre Reste bestehen aus einem flachen Wall und einem 40 cm tiefen, vorgelagerten Graben. Ob ein Zusammenhang der Schanze mit der Belagerung von 1448 besteht, ist nicht bekannt.
Im Herbst 2010 fand auf der Burg eine archäologische Untersuchung begrenzten Umfangs statt. Dabei wurde aus dem Inneren des Bergfrieds Erdmaterial ausgeräumt, wobei man in einer Tiefe von 2,2 Meter auf den anstehenden Fels aus Kalkstein stieß. Da es sich beim Aushub um Sanierungsmaterial seit dem 18. Jahrhundert handelte, zählten zu den Fundstücken neuzeitliche Keramik- und Glasfragmente. Im Bereich der Vorburg wurde in einer Mulde ein kurzer Grabungsschnitt angelegt, um einen vermuteten Brunnen zu erkunden. Dabei wurde ein 1,8 Meter breites Fundament entdeckt, das als eine der Burgmauer vorgesetzte Bastion angesehen wird. Das Umfeld der Burg wurde mit Metallsuchgeräten untersucht, was zu Fundstücken aus Metall von der Belagerung der Burg 1448 führte. Darunter waren zahlreiche Armbrustbolzen und Bruchstücke von Büchsenläufen.